# Tepetlixpa, Veracruz
Tepetlixpa är en ort i Mexiko.   Den ligger i kommunen Zongolica och delstaten Veracruz, i den sydöstra delen av landet, 240 km öster om huvudstaden Mexico City. Tepetlixpa ligger 1 272 meter över havet och antalet invånare är 131.
Terrängen runt Tepetlixpa är kuperad åt nordost, men åt sydväst är den bergig. Terrängen runt Tepetlixpa sluttar österut. Runt Tepetlixpa är det ganska tätbefolkat, med 155 invånare per kvadratkilometer. Närmaste större samhälle är Ixtac Zoquitlán, 19,2 km nordväst om Tepetlixpa. I omgivningarna runt Tepetlixpa växer i huvudsak städsegrön lövskog.